# Valeriana saichanensis
Valeriana saichanensis är en kaprifolväxtart som beskrevs av Vladimir Leontjevitj Komarov. Valeriana saichanensis ingår i släktet vänderötter, och familjen kaprifolväxter. Inga underarter finns listade i Catalogue of Life.